# Mysateles prehensilis
Espèce
Statut de conservation UICN

 NT  : Quasi menacé
Mysateles prehensilis  est une espèce de Rongeurs de la famille des Capromyidae. Endémique de Cuba, c'est un animal qui est presque en danger d'extinction.
L'espèce a été décrite pour la première fois en 1824 par le botaniste et zoologiste allemand Eduard Friedrich Poeppig (1798-1868).

## Liste des sous-espèces
Selon Mammal Species of the World (version 3, 2005)  (17 janv. 2013) :
- sous-espèce Mysateles prehensilis gundlachi
- sous-espèce Mysateles prehensilis prehensilis